# Száva – A szív harcosa
A Száva – A szív harcosa (eredeti cím: Савва. Сердце воина) 2015-ben bemutatott egész estés orosz 3D-s számítógépes animációs film, amelyet a Gljukoza Animation és az Art Pictures Studio készített. A forgatókönyvet Alekszandr Csisztyakov és Gregory Poirier írta, az animációs filmet Makszim Fagyejev rendezte, a zenéjét Makszim Fagyejev szerezte, a producere Alekszandr Csisztyakov volt. Magyarországon 2015. december 17-én mutatták be a mozikban.

## Szereplők
| Szereplő   | Eredeti hang                | Magyar hang          |
| ---------- | --------------------------- | -------------------- |
| Száva      | Makszim Csihacsov           | Pál Dániel Máté      |
| Anya       | Marija Kozsevnyikova        | F. Nagy Erika        |
| Elza       | Fjodor Bondarcsuk           | Háda János           |
| Jo         | ?                           | Kokas Piroska        |
| Hómancs    | Konsztantyin Habenszkij     | Zöld Csaba           |
| Pöfi       | Natalja Csisztyakova-Ionova | Mahó Andrea[forrás?] |
| Puszedli   | Mihail Galusztjan           | Sebestyén András     |
| Mama Jozee | Lolita Miljavszkaja         | Csomor Csilla        |